# 弦楽四重奏
弦楽四重奏（げんがくしじゅうそう）は、ヴァイオリン属4本の楽器からなる合奏形態を指す。主に2本のヴァイオリン、1本ずつのヴィオラ、チェロによって構成される。

## 沿革
室内楽形態の中で、トリオ・ソナタ（三声ソナタ）の発展形、トリオ・ソナタに存在する通奏低音を用いず、四者が協調して一つの響きを作る性格が強い。68曲の弦楽四重奏曲を作曲したハイドンが「弦楽四重奏の父」と見なされているが、同時代のボッケリーニは90曲以上作曲しており、音楽家としての評価もハイドンに劣るものではなかった。ハイドンは作品33の出版の際に「弦楽四重奏曲」という言葉を初めて積極的に用い、これが定着して「弦楽四重奏」というジャンルが定まることになる。ハイドンに刺激を受けたモーツァルトも引き続き多くの作品を残している。特に代表作「ハイドン・セット」（第14番-19番）は全6曲に2年あまりを費やした力作であった。その後、ベートーヴェンの中期の傑作群（ラズモフスキー弦楽四重奏曲）により、交響曲と並ぶ作曲家の重要ジャンルとして確立されることになる。以後、シューベルトが15の曲を残したのをはじめ、多くの作曲家がこのジャンルに曲を残し、現代に至るまで多くの曲が作られ、愛されている。そのためもあって、世界中で常設で活躍し続ける団体が多数存在する唯一の室内楽形態ともなっている。

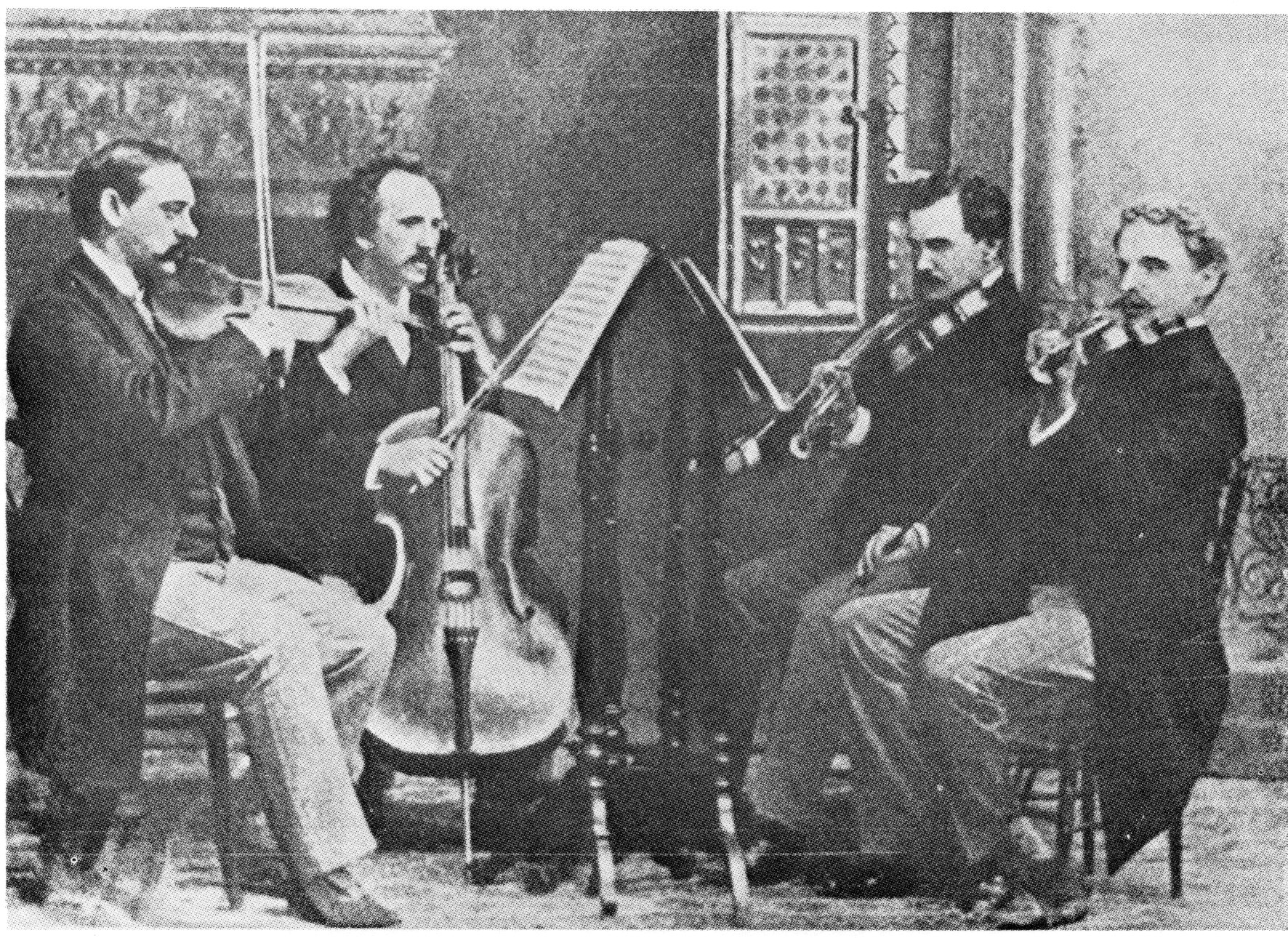
クナイゼル弦楽四重奏団

## 著名な弦楽四重奏団

### 主要な弦楽四重奏団
- アポカリプティカ 1993年-
- アマデウス弦楽四重奏団 1948年-1987年
- アルデッティ弦楽四重奏団 1974年-
- アルバン・ベルク弦楽四重奏団 1970年-2008年
- イザイ弦楽四重奏団
- イタリア弦楽四重奏団 1945年-1980年
- 巌本真理弦楽四重奏団 1966年-1978年
- ヴィア・ノヴァ四重奏団 1968年
- ウィーン・コンツェルトハウス弦楽四重奏団
- ヴェーグ四重奏団 (Végh Quartet) 1940年-1980年
- ヴェラー弦楽四重奏団 1959年-1969年
- ヴラフ四重奏団
- エベーヌ四重奏団 1999年-
- エマーソン弦楽四重奏団 1976年-
- エルデーディ弦楽四重奏団
- カペー四重奏団
- カルヴェ弦楽四重奏団
- カルミナ四重奏団
- クァルテット・エクセルシオ 1994年-
- グァルネリ弦楽四重奏団 1964年-2009年
- クリーヴランド弦楽四重奏団 1969年-1995年
- クロノス・カルテット 1973年-
- ゲヴァントハウス弦楽四重奏団 1809年-
- ケラー四重奏団 1987年-
- コーリッシュ四重奏団
- コダーイ弦楽四重奏団 (Kodály Quartet) 1968年-
- コチアン四重奏団
- 古典四重奏団
- ザグレブ四重奏団 (en:Zagreb Quartet) 1919年-
- シネ・ノミネ四重奏団
- 上海クァルテット (Shanghai String Quartet) 1983年-
- ジュリアード弦楽四重奏団 1946年-
- スメタナ弦楽四重奏団 1943年 - 1989年
- ターリッヒ弦楽四重奏団
- タカーチ弦楽四重奏団 1975年-
- 東京クヮルテット 1969年-2013年
- ハーゲン弦楽四重奏団 1981年-
- パシフィカ弦楽四重奏団 (Pacifica Quartet) 1994年-
- パノハ弦楽四重奏団
- バリリ弦楽四重奏団
- バルトーク弦楽四重奏団
- ハレー・ストリング・カルテット 1985年-
- ファイン・アーツ四重奏団（Fine Arts Quartet）1946年-
- フェルメール弦楽四重奏団
- ブダペスト弦楽四重奏団 1917年-1967年
- ブッシュ四重奏団
- フラックス弦楽四重奏団
- プラハ弦楽四重奏団  1956年-
- ブロドスキー弦楽四重奏団 (Brodsky Quartet) 1972年-
- ボヘミア四重奏団
- ボロディン弦楽四重奏団 1945年-
- マッジーニ四重奏団 1988年-
- メロス弦楽四重奏団 1965年-2005年
- モザイク四重奏団
- モルゴーア・クァルテット
- ヤナーチェク四重奏団
- ライプツィヒ弦楽四重奏団
- ラサール弦楽四重奏団 1946年-1987年
- リンゼイ弦楽四重奏団
- レナー四重奏団
- ロザムンデ四重奏団
- ロゼー四重奏団
- WAO弦楽四重奏団

### 古楽系
主として古楽器を用いて演奏する団体。
- エステルハージ四重奏団
- オーセンティック四重奏団
- クイケン四重奏団
- ザロモン弦楽四重奏団 (Salomon Quartet)1982年-
- フェステティーチ四重奏団
- モザイク四重奏団 1985年-

## 関連文献
- Francis Vuibert (2009). Répertoire universel du quatuor à cordes, ProQuartet-CEMC. ISBN 978-2-9531544-0-5
- David Blum (1986). The Art of Quartet Playing: The Guarneri Quartet in Conversation with David Blum, New York: Alfred A. Knopf Inc. ISBN 0-394-53985-0,
- Arnold Steinhardt (1998).Indivisible by four, Farrar, Straus Giroux. ISBN 0-374-52700-8
- Edith Eisler (2000). 21st-Century String Quartets, String Letter Publishing. ISBN 1-890490-15-6
- Paul Griffiths (1983). The String Quartet: A History, New York: Thames and Hudson. ISBN 0-500-01311-X
- David Rounds (1999), The Four & the One: In Praise of String Quartets, Fort Bragg, CA: Lost Coast Press. ISBN 1-882897-26-9.
- Robin Stowell, ed (2003) The Cambridge Companion to the String Quartet, Cambridge: Cambridge University Press. ISBN 0-521-00042-4. A general guide to the history of string quartet ensembles, their repertory, and performance.
- Charles Rosen (1971). The Classical Style: Haydn, Mozart, Beethoven, Faber & Faber. ISBN 0-571-10234-4 (soft covers): ISBN 0-571-09118-0 (hardback).
- Reginald Barrett-Ayres (1974). Joseph Haydn and the String Quartet, Schirmer Books. ISBN 0-02-870400-2.
- Hans Keller (1986). The Great HAYDN Quartets - Their Interpretation, J M Dent. ISBN 0-460-86107-7.
- Robert Winter, ed (1996) The Beethoven Quartet Companion, University of California Press; New Ed edition (21 Mar 1996)